# Karolina Szwed-Ørneborg
Karolina Szwed-Ørneborg (* 23. April 1989 in Danzig) ist eine ehemalige polnische Handballspielerin, die dem Kader der polnischen Nationalmannschaft angehörte.

## Karriere
Karolina Szwed-Ørneborg spielte anfangs in ihrer Heimatstadt beim polnischen Erstligisten AZS-AWFiS Gdańsk. Im Januar 2009 wechselte die Rückraumspielerin zum Ligakonkurrenten Łączpol Gdynia, bei dem sie einen bis zum Sommer 2009 laufenden Vertrag erhielt. Am Saisonende verlängerte sie ihren Vertrag bei Łączpol Gdynia. Mit Łączpol Gdynia erreichte sie in der Saison 2009/10 das Halbfinale im EHF Challenge Cup. Nachdem Szwed 2012 die polnische Meisterschaft gewonnen hatte, nahm sie der dänische Erstligist HC Odense unter Vertrag. In der Saison 2012/13 war sie mit 95 Toren die torgefährlichste Spielerin im Trikot von Odense. Im Sommer 2013 wechselte die Polin zum deutschen Bundesligisten HC Leipzig. Dort wurde sie im Januar 2014 gemeinsam mit ihrem Mann, dem Trainer Thomas Ørneborg, beurlaubt. Anschließend legte sie eine Pause ein.
Karolina Szwed-Ørneborg bestritt bis zum 8. November 2013 insgesamt 35 Länderspiele für die polnische Nationalmannschaft. Mit der polnischen Auswahl nahm sie an der Weltmeisterschaft 2013 in Serbien teil. Während des Turniers erzielte sie elf Treffer in neun Partien.

## Privates
Karolina Szwed-Ørneborg heiratete im August 2012 den dänischen Handballtrainer Thomas Ørneborg, den sie bereits in ihrer Zeit bei Łączpol Gdynia kennenlernte.